# Ryan Helsley
Ryan Helsley (Tahlequah, Oklahoma, 18 de julio de 1994) es un jugador profesional estadounidense de béisbol que se desempeña en la posición de lanzador en St. Louis Cardinals, equipo de las Grandes Ligas de Béisbol (MLB).

## Carrera
Fue seleccionado en la quinta ronda en el Draft de la MLB de 2015. En 2019 hizo su debut profesional con el equipo St. Louis Cardinals, donde lleva jugando seis temporadas.